# Liste der Stolpersteine in Amstelveen

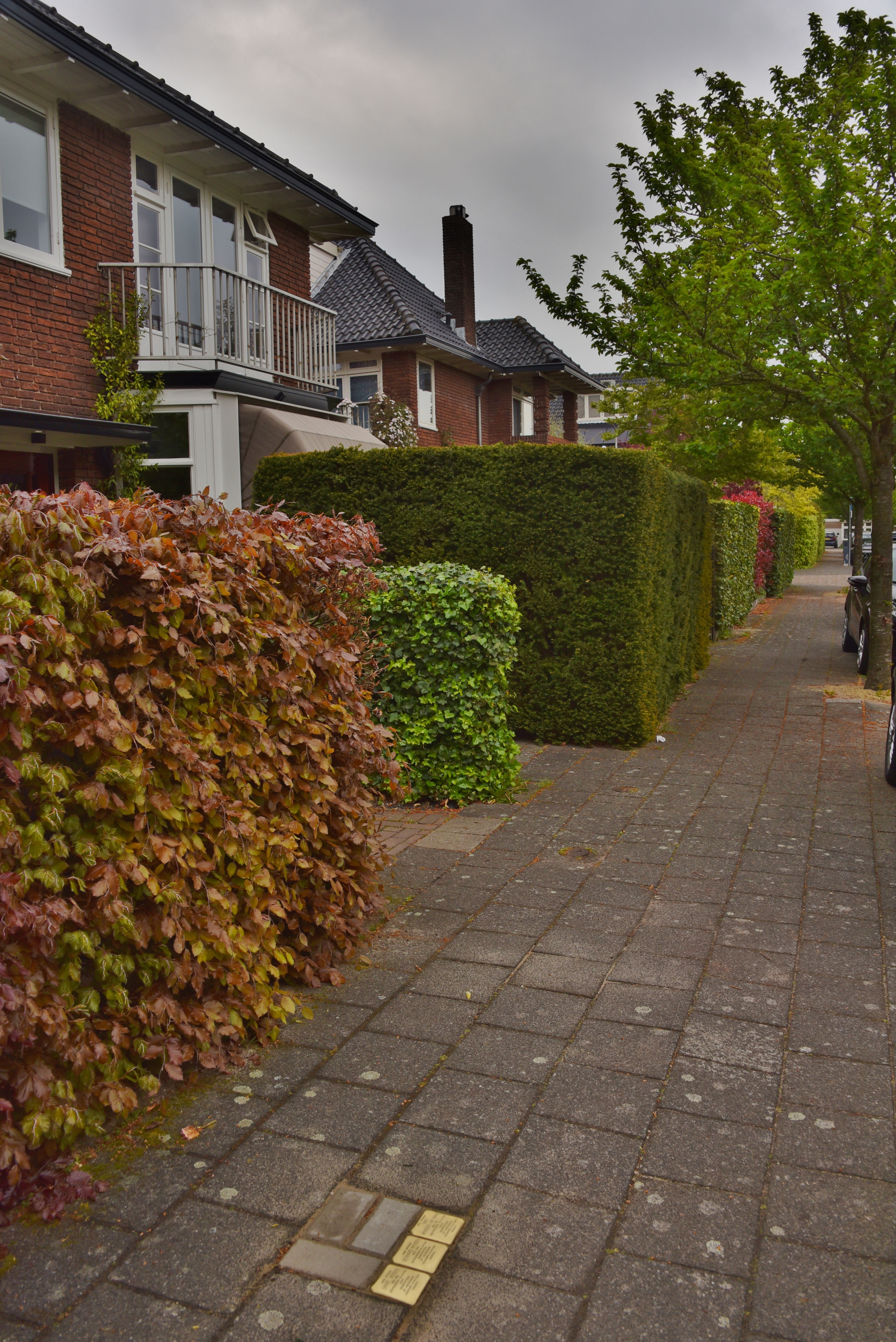
Stolpersteine in Amstelveen

Die Liste der Stolpersteine in Amstelveen umfasst die Stolpersteine, die vom deutschen Künstler Gunter Demnig in Amstelveen verlegt wurden, einer Gemeinde in der niederländischen Provinz Nordholland. Stolpersteine sind Opfern des Nationalsozialismus gewidmet, all jenen, die vom NS-Regime drangsaliert, deportiert, ermordet, in die Emigration oder in den Suizid getrieben wurden. Demnig verlegt für jedes Opfer einen eigenen Stein, im Regelfall vor dem letzten selbst gewählten Wohnsitz.
Die ersten Stolpersteine in Amstelveen wurden am 15. April 2022 verlegt.

## Verlegte Stolpersteine
In Amstelveen wurden bisher 30 Stolpersteine an 12 Adressen verlegt.
| Stolperstein | Übersetzung | Verlegort                        | Name, Leben                                      |
| ------------ | --- | -------------------------------- | ------------------------------------------------ |
|              | HIER WOHNTE ARIE BIUTENKANT GEBOREN 1896 INTERNIERT 27.3.1943 DEPORTIERT AUS WESTERBORK ERMORDET 31.3.1944 AUSCHWITZ                | Amsterdamseweg 461               | Arie Buitenkant (1896–1944)                      |
|              | HIER WOHNTE SAARTJE BIUTENKANT- WIJNSCHENK GEBOREN 1874 INTERNIERT 27.3.1943 DEPORTIERT AUS WESTERBORK ERMORDET 10.9.1943 AUSCHWITZ | Amsterdamseweg 461               | Saartje Buitenkant-Wijnschenk (1874–1943)        |
|              | RUTH EIGENFELD GEB. 22.11.1943 WESTERBORK DEPORTIERT AUS WESTERBORK ERMORDET 2.11.1944 AUSCHWITZ                                    | Van IJsselsteinlaan 15           | Ruth Eigenfeld (1943–1944)                       |
|              | HIER WOHNTE AMALIE EIGENFELD-ROOSEN GEB. 1924 INTERNIERT 29.9.1943 DEPORTIERT AUS WESTERBORK 1944 ERMORDET 1.11.1944 BIRKENAU       | Van IJsselsteinlaan 15           | Amalie Eigenfeld-Roosen (1898–1945)              |
|              | HIER WOHNTE ISIDORE VAN ENGERS GEB. 1905 DEPORTIERT AUS WESTERBORK ERMORDET 11.8.1942 AUSCHWITZ                                     | Rodenburghlaan 28                | Isidore van Engers (1905–1942)                   |
|              | HIER WOHNTE HESTER ALEXANDRINA VAN ENGERS-SANLUY GEB. 1906 DEPORTIERT AUS WESTERBORK ERMORDET 30.9.1942 AUSCHWITZ                   | Rodenburghlaan 28                | Hester Alexandrina van Engers-Sarluj (1906–1942) |
|              | HIER WOHNTE ADOLF GAZAN GEBOREN 1927 DEPORTIERT AUS WESTERBORK 1944 ERMORDET 3.4.1945 MAUTHAUSEN                                    | Handweg 55                       | Adolf Iwan Gazan (1927–1945)                     |
|              | HIER WOHNTE BENJAMIN GAZAN GEBOREN 1902 UNTERGETAUCHT GESTORBEN 11.3.1944 ARNHEM                                                    | Handweg 55                       | Benjamin Gazan (1902–1944)                       |
|              | HIER WOHNTE MAX GUSDORF GEBOREN 1878 INTERNIERT 6.5.1942 DEPORTIERT AUS WESTERBORK ERMORDET 23.7.1943 SOBIBOR                       | Koen van Oosterwijklaan 9        | Max Gusdorf (1878–1943)                          |
|              | HIER WOHNTE HELENA GUSDORF- OPPENHEINMER GEB. 1883 INTERNIERT 6.5.1942 DEPORTIERT AUS WESTERBORK ERMORDET 23.7.1943 SOBIBOR         | Koen van Oosterwijklaan 9        | Helena Gusdorf-Oppenheimner (1883–1943)          |
|              | HIER WOHNTE ARTHUR HEIDENHEIM GEB. 1888 INTERNIERT 20.6.1943 DEPORTIERT AUS WESTERBORK ERMORDET 7.7.1944 AUSCHWITZ                  | Margriete van Clevelaan 10       | Arthur Heidenheim (1888–1944)                    |
|              | HIER WOHNTE BERTHA HEIDENHEIM-BERG GEB. 1892 INTERNIERT 20.6.1943 DEPORTIERT AUS WESTERBORK ERMORDET 7.7.1944 AUSCHWITZ             | Margriete van Clevelaan 10       | Bertha Heidenheim-Berg (1892–1944)               |
|              | HIER WOHNTE FEODOR HURWITZ GEB. 1874 INTERNIERT 23.3.1943 DEPORTIERT AUS WESTERBORK ERMORDET 2.4.1943 SOBIBOR                       | Oosterhoutlaan 23                | Feodor Hurwitz (1874–1943)                       |
|              | HIER WOHNTE BERTHA HURWITZ-SCHLOSS GEB. 1877 INTERNIERT 23.3.1943 DEPORTIERT AUS WESTERBORK ERMORDET 2.4.1943 SOBIBOR               | Oosterhoutlaan 23                | Bertha Hurwitz-Schloss (1877–1943)               |
|              | HIER WOHNTE MORITZ KAUFMANN GEB. 1903 INTERNIERT 29.9.1943 DEPORTIERT AUS WESTERBORK ERMORDET 28.2.1945 MITTELEUROPA                | Meester Bardeslaan 3             | Moritz Kaufmann (1903–1945)                      |
|              | HIER WOHNTE LEOPOLD LEVY GEBOREN 1871 INTERNIERT 26.5.1943 DEPORTIERT AUS WESTERBORK ERMORDET 23.7.1943 SOBIBOR                     | Margaretha van Borsselenlaan 33  | Leopold Levy (1871–1943)                         |
|              | HIER WOHNTE ELISABETH LEVY-LICHTENSTEIN GEBOREN 1870 INTERNIERT 26.5.1943 DEPORTIERT AUS WESTERBORK ERMORDET 23.7.1943 SOBIBOR      | Margaretha van Borsselenlaan 33  | Elisabeth Levy-Lichtenstein (1870–1943)          |
|              | HIER WOHNTE DANIEL MÜNDEN GEB. 1866 INTERNIERT 22.4.1943 VUGHT DEPORTIERT AUS WESTERBORK ERMORDET 21.5.1943 SOBIBOR                 | Van der Hoochlaan 18             | Daniel Münden (1866–1943)                        |
|              | HIER WOHNTE GERHARD MÜNDEN GEB. 1909 INTERNIERT 13.5.1943 DEPORTIERT AUS WESTERBORK ERMORDET 27.8.1943 SOBIBOR                      | Van der Hoochlaan 18             | Gerhard Münden (1909–1943)                       |
|              | HIER WOHNTE RIKE MÜNDEN-HEYMANN GEB. 1876 INTERNIERT 22.4.1943 VUGHT DEPORTIERT AUS WESTERBORK ERMORDET 21.5.1943 SOBIBOR           | Van der Hoochlaan 18             | Rike Münden-Heymann (1876–1943)                  |
|              | HIER WOHNTE BAREND PAËRL GEB. 1880 INTERNIERT 20.6.1943 DEPORTIERT AUS WESTERBORK ERMORDET 23.7.1943 SOBIBOR                        | Charlotte van Montpensierlaan 32 | Barend Lion Paërl (1880–1943)                    |
|              | HIER WOHNTE LION PAËRL GEB. 1917 INTERNIERT 9.10.1943 DEPORTIERT AUS WESTERBORK ERMORDET 31.3.1944 SOBIBOR                          | Charlotte van Montpensierlaan 32 | Lion Barend Paërl (1917–1943)                    |
|              | HIER WOHNTE MIETJE PAËRL-HIJMANS GEB. 1889 INTERNIERT 20.6.1943 DEPORTIERT AUS WESTERBORK ERMORDET 23.7.1943 SOBIBOR                | Charlotte van Montpensierlaan 32 | Mietje Paërl-Hijmans (1889–1943)                 |
|              | HIER WOHNTE IWAN PHILIP GEB. 1870 INTERNIERT 22.4.1943 VUGHT DEPORTIERT AUS WESTERBORK ERMORDET 14.5.1943 SOBIBOR                   | Van der Veerelaan 8              | Iwan Philip (1870–1943)                          |
|              | HIER WOHNTE MAX PHILIP GEBOREN 1911 INTERNIERT 22.4.1943 VUGHT DEPORTIERT AUS WESTERBORK ERMORDET 9.7.1943 SOBIBOR                  | Van der Veerelaan 8              | Max Philip (1911–1943)                           |
|              | HIER WOHNTE LOUISE PHILIP-MARCUS GEB. 1877 INTERNIERT 22.4.1943 VUGHT DEPORTIERT AUS WESTERBORK ERMORDET 14.5.1943 SOBIBOR          | Van der Veerelaan 8              | Louise Philip-Marcus (1877–1943)                 |
|              | HIER WOHNTE JOSEPH ROOSEN GEB. 1894 INTERNIERT 14.8.1943 DEPORTIERT 1944 AUS WESTERBORK ERMORDET 3.3.1945 BERGEN-BELSEN             | Van IJsselsteinlaan 15           | Joseph Roosen (1894–1945)                        |
|              | HIER WOHNTE CHARLOTTE ROOSEN-STERN GEB. 1898 INTERNIERT 14.8.1943 DEPORTIERT AUS WESTERBORK 1944 UMGEKOMMEN 30.4.1945 TRÖBITZ       | Van IJsselsteinlaan 15           | Charlotte Roosen-Stern (1898–1945)               |
|              | HIER WOHNTE JOSEPH SARLUY GEB. 1874 DEPORTIERT AUS WESTERBORK ERMORDET 16.4.1943 SOBIBOR                                            | Rodenburghlaan 28                | Joseph Sarluj (1874–1943)                        |
|              | HIER WOHNTE ROSA RIKA SARLUY-VAN DIJK GEB. 1872 DEPORTIERT AUS WESTERBORK ERMORDET 16.4.1943 SOBIBOR                                | Rodenburghlaan 28                | Rosa Rika Sarluj-Van Dijk (1871–1943)            |

## Verlegedaten
Die erste Verlegung erfolgte am 15. April 2022 durch den Künstler persönlich an folgenden Adressen:
- Van der Veerelaan 8, Van IJsselsteinlaan 15, Margriete van Clevelaan 10, Koen van Oosterwijklaan 9, Amsterdamseweg 461, Van der Hoochlaan 18, Handweg 55, Rodenburghlaan 28, Meester Bardeslaan 3[1]

Eine weitere Verlegung erfolgte am 18. Mai 2022 in Abwesenheit des Künstlers an folgenden Adressen:
- Charlotte van Montpensierlaan 32, Oosterhoutlaan 23